# BAFTA (премия, 2010)
63-я церемония вручения наград премии BAFTA

21 февраля 2010
Лучший фильм:

Повелитель бури

The Hurt Locker
Лучший британский фильм:

Аквариум

FISH TANK
Лучший неанглоязычный фильм:

Пророк

Un prophète
< 62-я Церемонии вручения 64-я >
63-я церемония вручения наград премии BAFTA, учреждённой Британской академией кино и телевизионных искусств, за заслуги в области кинематографа за 2009 год состоялась в Лондоне 21 февраля 2010 года.

## Фотогалерея основных победителей и номинантов

### Ведущий
Церемонию вёл Джонатан Росс.

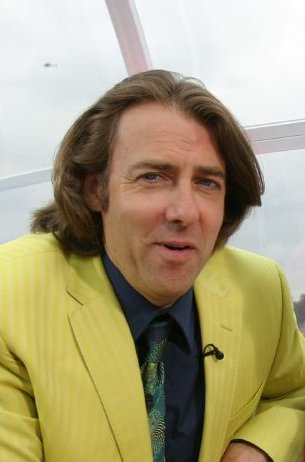
Джонатан Росс

### Награда за лучшую режиссёрскую работу
| Лауреат                            | Номинанты |
| ---------------------------------- | --- |
| - Кэтрин Бигелоу «Повелитель бури» | - Нил Бломкамп «Район № 9» - Джеймс Кэмерон «Аватар» - Квентин Тарантино «Бесславные ублюдки» - Лоне Шерфиг «Воспитание чувств» |

### Награда за лучшую мужскую роль
| Лауреат                         | Номинанты |
| ------------------------------- | --- |
| - Колин Фёрт «Одинокий мужчина» | - Джефф Бриджес «Сумасшедшее сердце» - Джордж Клуни «Мне бы в небо» - Джереми Реннер «Повелитель бури» - Энди Серкис «Секс, наркотики и рок-н-ролл» |

### Награда за лучшую женскую роль
| Лауреат                             | Номинанты |
| ----------------------------------- | --- |
| - Кэри Маллиган «Воспитание чувств» | - Сирша Ронан «Милые кости» - Габури Сидибе «Сокровище» - Мерил Стрип «Джули и Джулия: Готовим счастье по рецепту» - Одри Тоту «Коко до Шанель» |

### Награда за лучшую мужскую роль второго плана
| Лауреат                              | Номинанты |
| ------------------------------------ | --- |
| - Кристоф Вальц «Бесславные ублюдки» | - Алек Болдуин «Простые сложности» - Кристиан МакКей «Я и Орсон Уэллс» - Альфред Молина «Воспитание чувств» - Стэнли Туччи «Милые кости» |

### Награда за лучшую женскую роль второго плана
| Лауреат              | Номинанты |
| -------------------- | --- |
| - Мо'Ник «Сокровище» | - Энн-Мари Дафф «Мальчик из ниоткуда» - Анна Кендрик «Мне бы в небо» - Кристин Скотт Томас «Мальчик из ниоткуда» - Вера Фармига «Мне бы в небо» |

## Полный список победителей и номинантов

### Почётная награда Академии
Почётная награда Британской Академии (BAFTA Academy Fellowship Award) была присуждена Ванессе Редгрейв, Сигэру Миямото и Мелвину Брэггу.
| Лауреаты                                           |
| -------------------------------------------------- |
| - Ванесса Редгрейв - Сигэру Миямото - Мелвин Брэгг |

### Основные категории
| Категории                                | Победитель и номинанты                                                      |
| ---------------------------------------- | --------------------------------------------------------------------------- |
| Лучший фильм                             | • «Повелитель бури»                                                         |
| Лучший фильм                             | • «Аватар»                                                                  |
| Лучший фильм                             | • «Воспитание чувств»                                                       |
| Лучший фильм                             | • «Мне бы в небо»                                                           |
| Лучший фильм                             | • «Сокровище»                                                               |
| Лучший британский фильм                  | • «Аквариум»                                                                |
| Лучший британский фильм                  | • «Воспитание чувств»                                                       |
| Лучший британский фильм                  | • «В петле»                                                                 |
| Лучший британский фильм                  | • «Луна 2112»                                                               |
| Лучший британский фильм                  | • «Мальчик из ниоткуда»                                                     |
| Лучший неанглоязычный фильм              | • «Пророк» (Франция)                                                        |
| Лучший неанглоязычный фильм              | • «Белая лента» (Австрия, Германия)                                         |
| Лучший неанглоязычный фильм              | • «Впусти меня» (Швеция)                                                    |
| Лучший неанглоязычный фильм              | • «Коко до Шанель» (Франция)                                                |
| Лучший неанглоязычный фильм              | • «Разомкнутые объятия» (Испания)                                           |
| Лучшая режиссёрская работа               | • Кэтрин Бигелоу — «Повелитель бури»                                        |
| Лучшая режиссёрская работа               | • Нил Бломкамп — «Район № 9»                                                |
| Лучшая режиссёрская работа               | • Джеймс Кэмерон — «Аватар»                                                 |
| Лучшая режиссёрская работа               | • Квентин Тарантино — «Бесславные ублюдки»                                  |
| Лучшая режиссёрская работа               | • Лоне Шерфиг — «Воспитание чувств»                                         |
| Лучшая мужская роль                      | • Колин Фёрт — «Одинокий мужчина»                                           |
| Лучшая мужская роль                      | • Джефф Бриджес — «Сумасшедшее сердце»                                      |
| Лучшая мужская роль                      | • Джордж Клуни — «Мне бы в небо»                                            |
| Лучшая мужская роль                      | • Джереми Реннер — «Повелитель бури»                                        |
| Лучшая мужская роль                      | • Энди Серкис — «Секс, наркотики и рок-н-ролл»                              |
| Лучшая женская роль                      | • Кэри Маллиган — «Воспитание чувств»                                       |
| Лучшая женская роль                      | • Сирша Ронан — «Милые кости»                                               |
| Лучшая женская роль                      | • Габури Сидибе — «Сокровище»                                               |
| Лучшая женская роль                      | • Мерил Стрип — «Джули и Джулия: Готовим счастье по рецепту»                |
| Лучшая женская роль                      | • Одри Тоту — «Коко до Шанель»                                              |
| Лучшая мужская роль второго плана        | • Кристоф Вальц — «Бесславные ублюдки»                                      |
| Лучшая мужская роль второго плана        | • Алек Болдуин — «Простые сложности»                                        |
| Лучшая мужская роль второго плана        | • Кристиан МакКей — «Я и Орсон Уэллс»                                       |
| Лучшая мужская роль второго плана        | • Альфред Молина — «Воспитание чувств»                                      |
| Лучшая мужская роль второго плана        | • Стэнли Туччи — «Милые кости»                                              |
| Лучшая женская роль второго плана        | • Мо'Ник — «Сокровище»                                                      |
| Лучшая женская роль второго плана        | • Энн-Мари Дафф — «Мальчик из ниоткуда»                                     |
| Лучшая женская роль второго плана        | • Анна Кендрик — «Мне бы в небо»                                            |
| Лучшая женская роль второго плана        | • Кристин Скотт Томас — «Мальчик из ниоткуда»                               |
| Лучшая женская роль второго плана        | • Вера Фармига — «Мне бы в небо»                                            |
| Лучший анимационный полнометражный фильм | • «Вверх»                                                                   |
| Лучший анимационный полнометражный фильм | • «Бесподобный мистер Фокс»                                                 |
| Лучший анимационный полнометражный фильм | • «Коралина в Стране Кошмаров»                                              |
| Лучший адаптированный сценарий           | • «Мне бы в небо» — Джейсон Райтман, Шелдон Тёрнер                          |
| Лучший адаптированный сценарий           | • «В петле» — Джесси Армстронг, Саймон Блэкуэлл, Тони Рош, Армандо Ианнуччи |
| Лучший адаптированный сценарий           | • «Воспитание чувств» — Ник Хорнби                                          |
| Лучший адаптированный сценарий           | • «Район № 9» — Нил Бломкамп, Терри Татчелл                                 |
| Лучший адаптированный сценарий           | • «Сокровище» — Джеффри Флетчер, Сапфир                                     |
| Лучший оригинальный сценарий             | • «Повелитель бури» — Марк Боал                                             |
| Лучший оригинальный сценарий             | • «Бесславные ублюдки» — Квентин Тарантино                                  |
| Лучший оригинальный сценарий             | • «Вверх» — Боб Питерсон, Пит Доктер                                        |
| Лучший оригинальный сценарий             | • «Мальчишник в Вегасе» — Джон Лукас, Скотт Мур                             |
| Лучший оригинальный сценарий             | • «Серьёзный человек» — Джоэл Коэн, Итан Коэн                               |

### Другие категории
| Категории                                                              | Победитель и номинанты                                                                                                   |
| ---------------------------------------------------------------------- | --- |
| Лучшая музыка к фильму                                                 | • «Вверх» — Майкл Джаккино                                                                                               |
| Лучшая музыка к фильму                                                 | • «Аватар» — Джеймс Хорнер                                                                                               |
| Лучшая музыка к фильму                                                 | • «Сумасшедшее сердце» — Ти-Боун Бёрнэт, Стивен Брутон                                                                   |
| Лучшая музыка к фильму                                                 | • «Бесподобный мистер Фокс» — Александр Деспла                                                                           |
| Лучшая музыка к фильму                                                 | • «Секс, наркотики и рок-н-ролл» — Чэз Дженкел                                                                           |
| Лучшая операторская работа                                             | • «Повелитель бури» — Барри Экройд                                                                                       |
| Лучшая операторская работа                                             | • «Аватар» — Мауро Фиоре                                                                                                 |
| Лучшая операторская работа                                             | • «Бесславные ублюдки» — Роберт Ричардсон                                                                                |
| Лучшая операторская работа                                             | • «Дорога» — Хавьер Агирресаробе                                                                                         |
| Лучшая операторская работа                                             | • «Район № 9» — Трент Опалок                                                                                             |
| Лучшие визуальные эффекты                                              | • «Аватар» — Джо Леттери, Стивен Розенбаум, Ричард Бейнхэм, Эндрю Р. Джонс                                               |
| Лучшие визуальные эффекты                                              | • «Гарри Поттер и Принц-полукровка» — Джон Ричардсон, Тим Бёрк, Тим Александер, Николас Айтхади                          |
| Лучшие визуальные эффекты                                              | • «Звёздный путь» — Роджер Гайетт, Расселл Эрл, Пол Кавана, Бёрт Далтон                                                  |
| Лучшие визуальные эффекты                                              | • «Повелитель бури» — Ричард Стутсмен                                                                                    |
| Лучшие визуальные эффекты                                              | • «Район № 9» — Дэн Кауфман, Питер Майзерс, Роберт Хаброс, Мэтт Эйткен                                                   |
| Лучший грим                                                            | • «Молодая Виктория» — Дженни Ширкор                                                                                     |
| Лучший грим                                                            | • «Воображариум доктора Парнаса» — Сара Монзани                                                                          |
| Лучший грим                                                            | • «Воспитание чувств» — Лиззи Янни Джорджиу                                                                              |
| Лучший грим                                                            | • «Девять» — Питер Суордс Кинг                                                                                           |
| Лучший грим                                                            | • «Коко до Шанель» — Джейн Милон, Ти Тан Ту Нгайен                                                                       |
| Лучший дизайн костюмов                                                 | • «Молодая Виктория» — Сэнди Пауэлл                                                                                      |
| Лучший дизайн костюмов                                                 | • «Воспитание чувств» — Одиль Дикс-Мирье                                                                                 |
| Лучший дизайн костюмов                                                 | • «Коко до Шанель» — Катрин Летерье                                                                                      |
| Лучший дизайн костюмов                                                 | • «Одинокий мужчина» — Эриэнн Филипс                                                                                     |
| Лучший дизайн костюмов                                                 | • «Яркая звезда» — Джанет Паттерсон                                                                                      |
| Лучшая работа художника-постановщика                                   | • «Аватар» — Рик Картер, Роберт Стромберг, Ким Синклер                                                                   |
| Лучшая работа художника-постановщика                                   | • «Бесславные ублюдки» — Дэвид Уоско, Сэнди Рейнолдс Уоско                                                               |
| Лучшая работа художника-постановщика                                   | • «Воображариум доктора Парнаса» — Дэйв Уоррен, Анастэйша Масаро, Кэролайн Смит                                          |
| Лучшая работа художника-постановщика                                   | • «Гарри Поттер и Принц-полукровка» — Стюарт Крэйг, Стефани Макмиллан                                                    |
| Лучшая работа художника-постановщика                                   | • «Район № 9» — Филип Айви, Гай Полтгитер                                                                                |
| Лучший монтаж                                                          | • «Повелитель бури» — Крис Айнис, Боб Муравски                                                                           |
| Лучший монтаж                                                          | • «Аватар» — Джеймс Кэмерон, Джон Рефуа, Стивен И. Ривкин                                                                |
| Лучший монтаж                                                          | • «Бесславные ублюдки» — Салли Менке                                                                                     |
| Лучший монтаж                                                          | • «Мне бы в небо» — Дэйна И. Глауберман                                                                                  |
| Лучший монтаж                                                          | • «Район № 9» — Джулиан Кларк                                                                                            |
| Лучший звук                                                            | • «Повелитель бури» — Рэй Бекетт, Пол Н. Дж. Оттоссон                                                                    |
| Лучший звук                                                            | • «Аватар» — Кристофер Бойес, Гэри Саммерс, Энди Нельсон, Тони Джонсон, Эддисон Тигу                                     |
| Лучший звук                                                            | • «Вверх» — Том Майерс, Майкл Силверс, Майкл Семаник                                                                     |
| Лучший звук                                                            | • «Звёздный путь» — Бен Бёртт, Питер Дж. Девлин, Энди Нельсон, Анна Белмер, Марк Стоскингер                              |
| Лучший звук                                                            | • «Район № 9» — Брент Бёрдж, Дэйв Уайтхед, Крис Уорд, Майкл Хеджес, Кен Сэвилл                                           |
| Лучший анимационный короткометражный фильм                             | • «Mother of Many» — Салли Артур, Эмма Лейзенбай                                                                         |
| Лучший анимационный короткометражный фильм                             | • «The Happy Duckling» — Джили Долев                                                                                     |
| Лучший анимационный короткометражный фильм                             | • «Груффало» — Майкл Роуз, Мартин Поуп, Джейкоб Шу, Макс Лэнг                                                            |
| Лучший короткометражный фильм                                          | • «I Do Air» — Джеймс Болтон, Мартина Амати                                                                              |
| Лучший короткометражный фильм                                          | • «14» — Асита Амересекере                                                                                               |
| Лучший короткометражный фильм                                          | • «Jade» — Сэмм Хейллей, Дэниэл Эллиотт                                                                                  |
| Лучший короткометражный фильм                                          | • «Mixtape» — Люти Фагбенл, Люк Снеллин                                                                                  |
| Лучший короткометражный фильм                                          | • «Off Season» — Джейкоб Джаффке, Джонатан ван Туллекен                                                                  |
| Премия за лучший дебют британского сценариста, режиссёра или продюсера | • «Луна 2112» — Дункан Джонс (за режиссёрскую работу)                                                                    |
| Премия за лучший дебют британского сценариста, режиссёра или продюсера | • «Мальчик из ниоткуда» — Сэм Тейлор-Вуд (за режиссёрскую работу)                                                        |
| Премия за лучший дебют британского сценариста, режиссёра или продюсера | • «Мугабе и белый африканец» — Люси Бэйли, Эндрю Томпсон, Элизабет Морган Хемлок, Дэвид Парсонс (за режиссёрскую работу) |
| Премия за лучший дебют британского сценариста, режиссёра или продюсера | • «Экзамен» — Стюарт Хэзелдайн (за режиссёрскую работу и сценарий)                                                       |
| Премия за лучший дебют британского сценариста, режиссёра или продюсера | • «Shifty» — Ирэн Криви (за режиссёрскую работу и сценарий)                                                              |
| Восходящая звезда                                                      | • Кристен Стюарт |
| Восходящая звезда                                                      | • Джесси Айзенберг |
| Восходящая звезда                                                      | • Кэри Маллиган |
| Восходящая звезда                                                      | • Тахар Рахим |
| Восходящая звезда                                                      | • Николас Холт |